# 冯广仁
冯广仁（？—？），男，中国兽医学家，曾任广东省农业科学院兽医研究所研究员，第三届全国人大代表，第五、六届全国政协委员。